# Barbie: Cô gái rừng xanh
Barbie: Cô gái rừng xanh là một phim hoạt hình máy tính Barbie 2007.

## Diễn viên

### Bản gốc
- Kelly Sheridan vai Công chúa Rosella
- Melissa Lyons vai Rosella
- Alessandro Juliani vai Hoàng tử Antonio
- Brian Drummond vai Lorenzo
- Steve Marvel vai Azul
- Christopher Gaze vai Sagi
- Susan Roman vai Tika
- Gary Chalk vai Frazer
- Russell Roberts vai Vua Peter
- Patricia Drake vai Nữ hoàng Danielle/Mama Pig
- Betsy Malone vai Khỉ Tallulah
- Britt McKillip vai Rita
- Carly McKillip vai Gina
- Chantal Strand vai Sofia
- Andrea Martin vai Nữ hoàng Ariana
- Kate Fisher vai Nữ hoàng Marissa
- Candice Nicole vai Công chúa Luciana
- Kathleen Barr vai Tiny
- Scott Page-Pagter vai Nat
- Ian James Corlett vai Pat
- Garry Chalk vai Frazer/Calvin
- Terry Klassen vai Butler/Guard/Horse

## Soundtrack
1. Here On My Island
2. Right Here In My Arms
3. A Brand New Shore
4. I Need To Know
5. Love is for Peasants
6. Right Here In My Arms (Greenhouse)
7. At the Ball
8. The Rat Song
9. Always More
10. Right Here In My Arms (Reunion)
11. When We Have Love
12. I Need To Know (Pop Version)